# Народження надії
«Народження надії» (англ. Born of Hope) — британський фільм 2009 року жанру фентезі, відзнятий фанами творчості Дж. Р. Р. Толкіна без участі офіційних кіностудій на основі додатку до «Володаря перснів». Стрічка не є комерційним проектом, вона не виходила у кінопрокат, а була розміщена в Інтернеті. Фільм відзнятий у стилістиці «Володаря перснів» Пітера Джексона та є її приквелом. Слогани картини: «Світло у темряві. Доля народження надії», «Подорож продовжується», «Перстень Барагіра». Перший показ відбувся на Ring*Con 2009, потім фільм розмістили на Dailymotion і YouTube. Зйомки проходили протягом 2006—2009 рр. у Вест Стоу в Суффолку, лісі Еппінг коло Ессексу, національному парку Сноудонія та Дервентуотері.
Фільм розповідає про землі, атаковані силами Саурона, батьків Арагорна і важливість династії нащадків Ісілдура.

## Сюжет
У кінці Третьої Епохи Середзем'я сила Саурона в Дол-Гулдурі зростає. Орки за його наказом шукають в Арнорі нащадків Еленділа, убиваючи дунаданів у пошуках персня Барагіра. Діргаел з дружиною Іворвен, дочкою Гілраен, сусідською дівчинкою Майєю і тілом сина Дорлада тікають зі свого спаленого селища і потрапляють у засідку, але їм на допомогу приходить загін Араторна. Це син вождя дунедайн Арадора, далекого родича Діргаела. Араторн, у якого закохується Ґілраен, запрошує біженців до свого селища Таурдал, де вони можуть віддати тіло сина вогненному похованню.
Арадор приймає родину Дірхаела і вирушає у каральний похід на орків, а сина відправляє дізнатись мету загарбників. Араторн дістається до печери, де очільник орків Шакнар збирає знайдені персні, і дізнається про ціль пошуків Саурона. Після його повернення закохані Араторн і Гілраен отримують благословення Арадора, який тепер вирушає на нараду до Елронда Напівельфа. Араторн не наважується попросити руки дочки у Діргаела, бо знає, що той відмовить. Проте Діргаел все ж погоджується, а після повернення Арадора відбувається весілля.
Через рік у Колдфеллсі троль вбиває Арадора і Араторн стає вождем. У нього народжується син Арагорн. З Рівенделла прибувають сини Елронда Елладан і Елрогір. Вони повідомляють про небезпеку, яку відчув їх батько, і запрошують сім'ю Араторна укритись в Рівенделлі. У цей час Таурдал атакують орки на чолі з Горганогом, яким вдається вбити багато дунаданів, серед яких і близькі друзі Араторна. Тому він вирішує наздогнати нападників. Брати-ельфи йдуть з ним. Проте під час бою Араторна смертельно поранено стрілами. Він віддає свій перстень (Барагірів) малому сину перед смертю. Вцілілі мешканці тікають до лісів Рудауру, а ельфи-близнюки відвозять Гілраен з сином до Рівенделлу. Тут задля безпеки Арагорна він отримує ім'я Естель («Надія»).

## Акторський склад
- Крістофер Дейн — Араторн II, дунаданський вождь, батько Араґорна
- Бет Ейнслі — Ґілраен, дружина Араторна, мати Арагорна
- Ян Маршалл — Арадор, дунаданський вождь, батько Араторна
- Ендрю МакДональд — Діргаел, батько Ґілраен
- Філіппа Хаммонд — Іворвен, мати Ґілраен
- Говард Корлетт — Галбарон*, права рука Араторна
- Амані Йохара — Евонін*, дружина Галбарона
- Оллі Гудчайлд і Ларс Меттс — Галбарад, син Галбарона
- Кейт Медісон — Елгарайн*, дунаданська жінка-слідопит, закохана в Араторна
- Меттью і Сем Кеннарди — Елладан і Елрогір, ельфи-близнюки з Рівендолу, сини Елронда
- Люк Джонстон — Арагорн, син Араторна, нащадок Ісілдура
- Денні Джордж — Діргаборн*, північний слідопит
- Рафаель Едвардс — Маллор*, північний слідопит
- Річард Робертс — Шакнар*, ватажок орків
- Льюїс Пенфолд — Ґорганоґ*, убитий Араторном командувач атакою орків на Таурдал
- Фібі Чамберс і Амелі Мейклджон — Майя*, дівчинка, батька якої вбили орки, врятована Діргаелом, яку вдочерили Галбарон і Евонін
- Том Квік — Дорлад*, вбитий орками брат Ґілраен
- Деніел Тайлер-Сміт — убитий орками батько Майї*

*Персонажі, створені спеціально для фільму, які не згадуються у творах Толкіна.